# Gottlob Ernst Schulze
Gottlob Ernst Schulze, chiamato Enesidemo (Heldrungen, 23 agosto 1761 – Francoforte sul Meno, 14 gennaio 1833), è stato un filosofo tedesco.

## Vita e pensiero
Dal 1788 al 1810 insegnò nell'università di Helmstäd e successivamente in quella di Gottinga dove Schopenhauer  assisté alle sue lezioni.
Il suo pseudonimo deriva da un suo scritto anonimo pubblicato nel 1792 dal titolo Enesidemo, ovvero sui fondamenti della filosofia degli elementi sostenuta a Jena dal sig. prof. Reinhold, assieme a una difesa dello scetticismo contro le pretese della critica della ragione.
In quest'opera Schulze critica il pensiero kantiano e quello dei suoi sostenitori come Karl Leonhard Reinhold. La critica di Kant al rapporto di causalità e allo scetticismo di David Hume è contraddittoria: quando Kant infatti tratta della "cosa in sé" va contro la sua stessa idea che la categoria di causalità valga solo nell'ambito dei fenomeni empirici: egli, infatti, affermando che la conoscenza è il risultato dell'elaborazione dei fenomeni ipotizza che questi a loro volta siano l'espressione empirica, l'effetto, di una causa sovrasensibile: la cosa in sé. Kant applica impropriamente quindi il rapporto di causalità, che andrebbe applicato a fenomeni, a qualcosa di non fenomenico che produce fenomeni.
L'altro punto centrale del pensiero kantiano l'a priori secondo Schulze genera un paradosso: Kant ha infatti sostenuto che la base indispensabile della conoscenza sono i dati sensibili ma poi descrive gli a priori non spiegando come sia possibile che essi, pur essendo forme prive di sensibilità, siano poi conoscibili e fondando su di queste funzioni trascendentali tutta la Critica della ragion pura.
Secondo Schulze né Kant né Reinhold hanno quindi dimostrato l'esistenza della cosa in sé e non sono riusciti a fondare la filosofia sulla conoscenza dell'a priori: ma questa constatazione di fatto non esclude, in linea di principio, che la possibilità di una filosofia trascendentale non possa essere dimostrata.
Schulze in questo modo prepara la strada alla filosofia idealistica di Fichte che proprio recensendo l'Enesidemo ne raccolse l'indicazione e partendo dall'io penso kantiano ritenne di poter dimostrare la possibilità di una conoscenza assoluta tutta basata sul soggetto.
La Critica della filosofia teoretica (Kritik der theoretischen Philosophie) del 1802, dove Schulze sostiene l'impossibilità di un sapere certo, fu aspramente criticata da Hegel che lo accusava dell'infondatezza del suo scetticismo che si rifaceva dogmaticamente e superficialmente al generico sentire della coscienza comune.

## Opere
- Grundriß der philoosophischen Wissenschaften, Wittenberg und Zerbst 1788 (Vol. 1) e 1790 (Vol. 2).
- Aenesidemus oder über die Fundamente der von dem Herrn Professor Reinhold in Jena gelieferten Elementar-Philosophie. Nebst einer Vertheidigung des Skepticismus gegen die Anmassungen der Vernunftkritik, 1792.
- Kritik der theoretischen Philosophie, 2 Volumi, Amburgo 1801.
- Grundsätze der allgemeinen Logik, Helmstedt 1802.
- Encyclopädie der philosophischen Wissenschaften zum Gebrauche für seine Vorlesungen, Gottinga 1814.
- Psychische Anthropologie, 2 Volumi, Gottinga 1816.
- Philosophische Tugendlehre, Gottinga 1817.
- Über die menschliche Erkenntnis, Gottinga 1832.